# 高山葶苈
高山葶苈（学名：Draba alpina）为十字花科葶苈属下的一个种。

## 扩展阅读
- 維基物種上的相關：高山葶苈